# 멜키아데스 에스트라다의 세번의 장례식
《멜키아데스 에스트라다의 세번의 장례식》(영어: The Three Burials of Melquiades Estrada)은 2005년 공개된 미국의 영화이다.

## 출연

### 주연
- 토미 리 존스
- 배리 페퍼

### 조연
- 줄리오 세딜로
- 재뉴어리 존스
- 드와이트 요아캄
- 멜리사 레오
- 바네사 바우체
- 아리엘 카스트로
- 길예르모 아리아가
- 르네 캄페로
- 몬트세랫 드 리언
- 호르헤 아드리안 에스핀도라
- 후안 가브리엘 파레자
- 테리 데일 파크스
- 구스타보 산체스 파라
- 안젤리나 토레스
- 마야 자파타

## 기타
- 미술: 머리디스 보스웰
- 미술-소품팀: 제프 닙
- 헤어: 제리 베이커
- 의상: 캐시 키아타
- 배역: 조 에드너 볼딘
- 배역: 진 맥칼디